# Llàtzer Tramulles el Jove
Llàtzer Tramulles el Jove o Llàtzer Tramulles II (també escrit Tremulles) va ser un escultor català d'estil barroc, fill de Llàtzer Tramulles el Vell. Va estar actiu entre 1680 i 1710 a Barcelona, Reus, Escaladei, la Selva del Camp i Perpinyà.

## Biografia

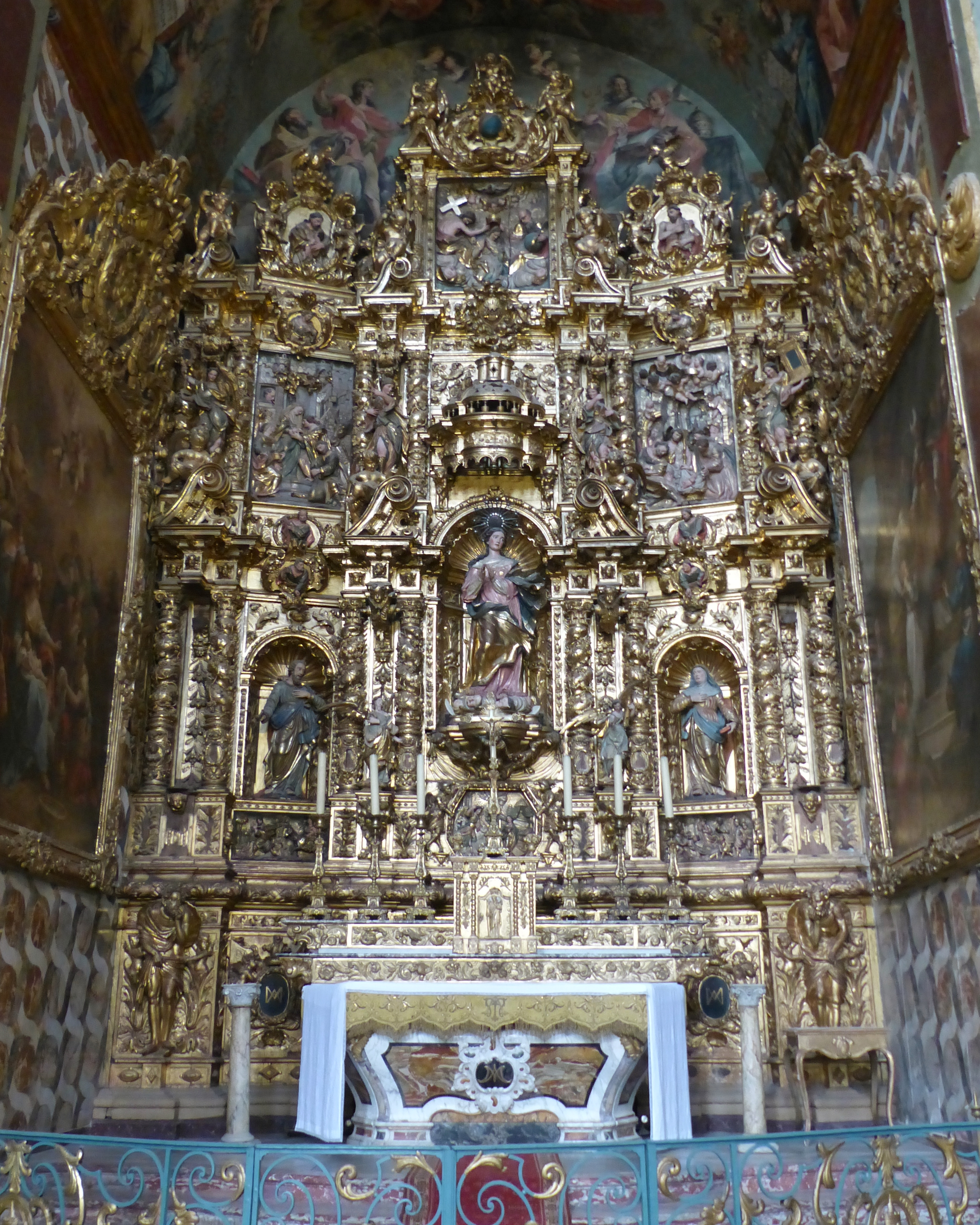
Retaule de la Immaculada Concepció a la Catedral de Sant Joan Baptista de Perpinyà elaborat per Llàtzer Tramulles.

Pertanyia a una família d'escultors, iniciada amb Antoni Tramulles, pare de Josep Tramulles i de Llàtzer el Vell. Va néixer en data desconeguda a Perpinyà. Va estudiar a París.
Entre les seves primeres obres figuren: l'altar major de l'ermita de la Misericòrdia a Reus (1681), el cambril i l'orgue de la capella de Sant Oleguer de la Catedral de Barcelona (1680–1682) i el sagrari de la monasterial de Scala Dei (1683).
Entre el 1685 i el 1687 va treballar amb Lluís Bonifaç a l'escultura del monument a Santa Eulàlia de la plaça del Pedró a Barcelona. La base del monument és una font quadrada sobre la qual s'aixeca un obelisc rematat per l'estàtua de Santa Eulàlia, que porta els atributs del seu martiri: la palma i la creu en aspa. Aquesta imatge va ser destruïda el 1936, i substituïda el 1951 per una altra de Frederic Marès.
Posteriorment, va treballar al retaule major de l'església de la Selva del Camp (1703–1708), i el 1710 es va traslladar a Perpinyà, on va treballar a la catedral.